# Douglas (Wyoming)
Douglas város az USA Wyoming államában, Converse megyében, melynek megyeszékhelye is. Lakosainak száma 6386 fő (2020. április 1.).

## Népesség
A település népességének változása:

| 2010 | 6 120 |
| 2020 | 6 386 |